# Grzegorz Kulka (historyk)
Grzegorz Jacek Kulka (ur. 1977) – polski historyk, prawnik, nauczyciel akademicki w Instytucie Historycznym Uniwersytetu Wrocławskiego.

## Życiorys
Absolwent historii i prawa na Uniwersytecie Wrocławskim. Pracuje w Zakładzie Historii Polski i Powszechnej XIX i XX wieku Instytutu Historycznego Uniwersytetu Wrocławskiego. Jego zainteresowania koncentrują się wokół historii sądownictwa wojskowego (zwłaszcza honorowego) w okresie międzywojennym oraz powojennych dziejach polskiej emigracji politycznej.
Stopień doktora nauk humanistycznych uzyskał w 2008, na podstawie dysertacji pt. Działalność polityczno-społeczna Komisji Prawniczej, Regulaminowej i Regulaminowo-Prawniczej przy Radzie Narodowej RP oraz Radzie RP w Londynie w latach 1949-1972, natomiast stopień doktora habilitowanego nauk humanistycznych w 2019 na podstawie rozprawy habilitacyjnej pt. Sąd Honorowy dla Generałów w Wojsku Polskim w latach 1918-1947.
Wykładał także w Państwowej Wyższej Szkole Zawodowej im. Witelona w Legnicy.

## Wybrane publikacje
- Sąd honorowy dla generałów w Wojsku Polskim w latach 1918-1947, 2017, ISBN 978-83-7889-202-1
- Komisje prawno-ustrojowe Rady Narodowej RP na emigracji w latach 1939-1991, 2009, ISBN 978-83-7059-904-1